# Šindelovník severský

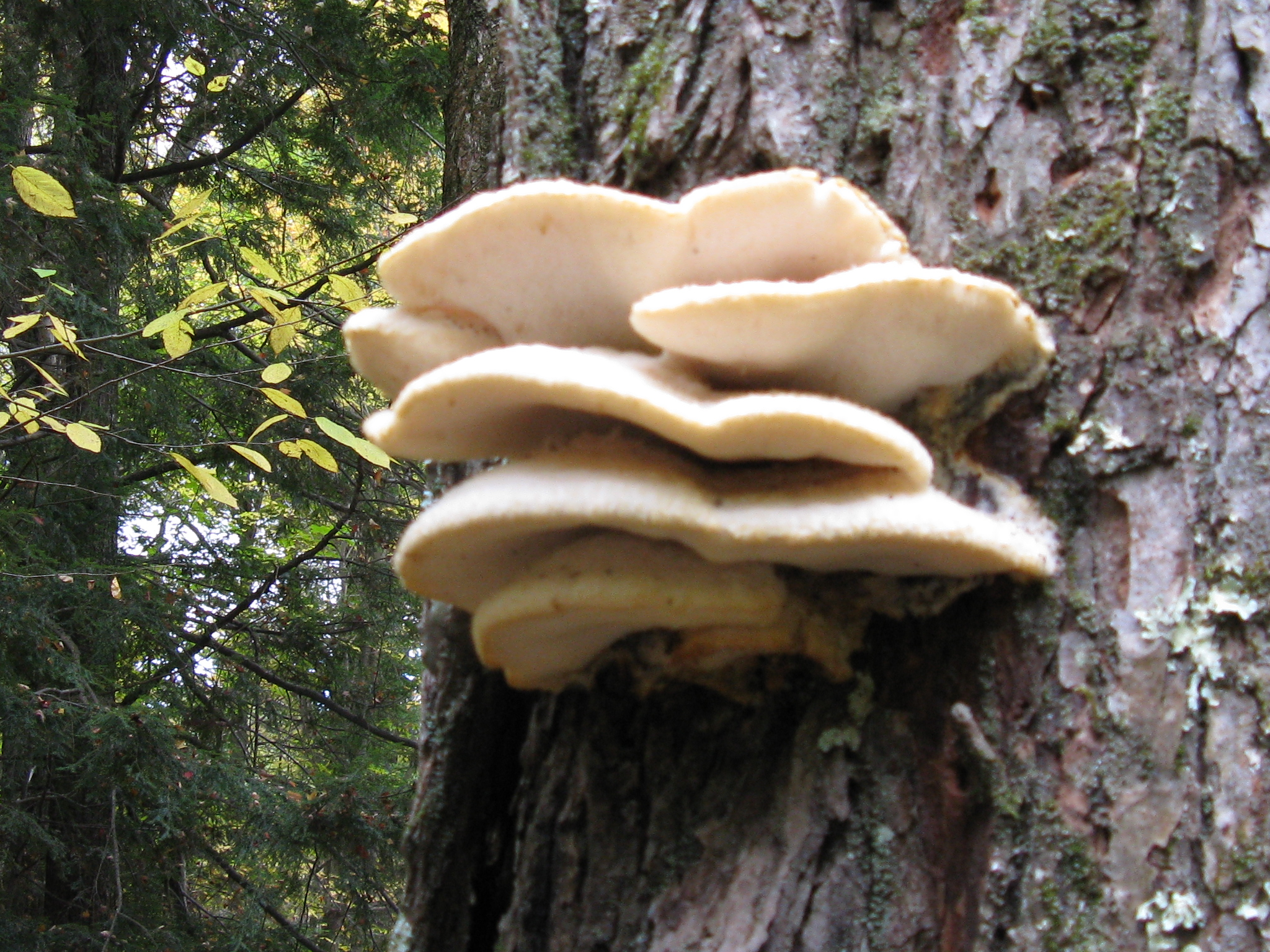
Šindelovník severský

Šindelovník severský (Climacodon septentrionalis (Fr.) P. Karst. 1881) je vzácná ježatá houba vytvářející deskovité plodnice na kmenech listnáčů, především buků.

## Vzhled

### Makroskopický
Plodnice přirůstají bokem k substrátu, jsou kloboukaté, vějířovité, zřídka polorozlité, obvykle uspořádané střechovitě nad sebou. Jednotlivé klobouky dosahují 50–150 milimetrů v průměru, zbarveny jsou bělavě až světle žlutě, ve stáří světle okrově nahnědle. Povrch mají v mládí drsně plstnatý, ve stáří lysý.
Hymenofor je vyvinutý na spodní straně v podobě dolů směřujících hustě uspořádaných šídlovitých ostnů, které dosahují 1–12, někdy až 16 milimetrů délky.
Dužnina má bělavé až nažloutlé zbarvení.

### Mikroskopický
Výtrusy dosahují 4-4,5 × 2-3 μm.

## Výskyt
Šindelovník severský je parazit, který roste vzácně až velmi vzácně na živých kmenech buků, ale také javorů, dubů, jilmů, bříz a lip. Vyskytuje se od pahorkatiny do horského stupně. Fruktifikuje od srpna do listopadu, plodnice jsou jednoleté.

## Rozšíření
V rámci České republiky byly publikovány nálezy mimo jiné z oblasti následujících chráněných území:
- Buky u Vysokého Chvojna[3] (okres Pardubice)
- Kohoutov[4] (okres Rokycany)
- Rendez-vous[5] (okres Břeclav)
- Žofínský prales[2] (okres Český Krumlov)

## Záměna
Z hub rostoucích na dřevu, které mají ostnitý nebo jemu podobný hymenofor, je možná záměna s následujícími druhy:
- korálovec ježatý (Hericium erinaceus) – kulovité (nikoli deskovité) plodnice s delšími ostny
- ježatec různozubý (Hericium cirrhatum) – kloboukovité plodnice (zřetelně odlišená spodní a svrchní strana)
- ostnatec křehký (Dentipellis fragilis) – rozlité (nikoli kloboukaté) plodnice
- plstnatec tlustoostný (Sarcodontia pachyodon) – kloboukovité nebo rozlité plodnice s plochými ostny (roztrhané rourky)

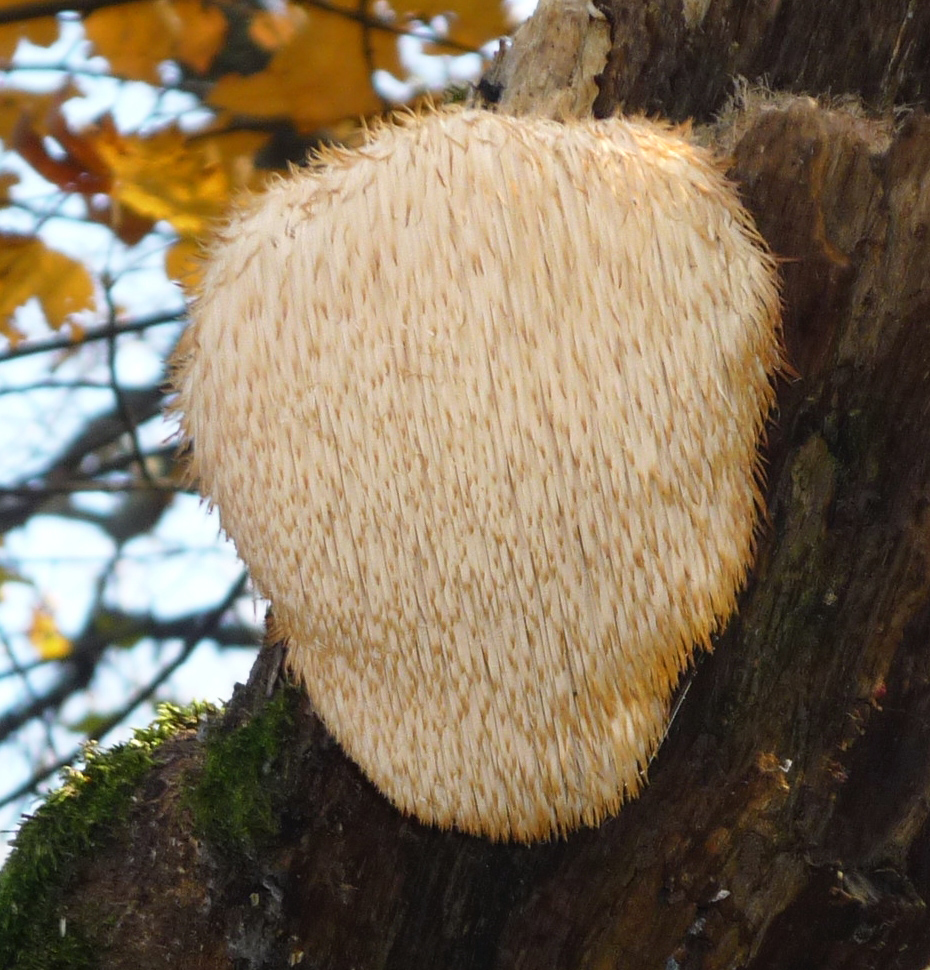
korálovec ježatý
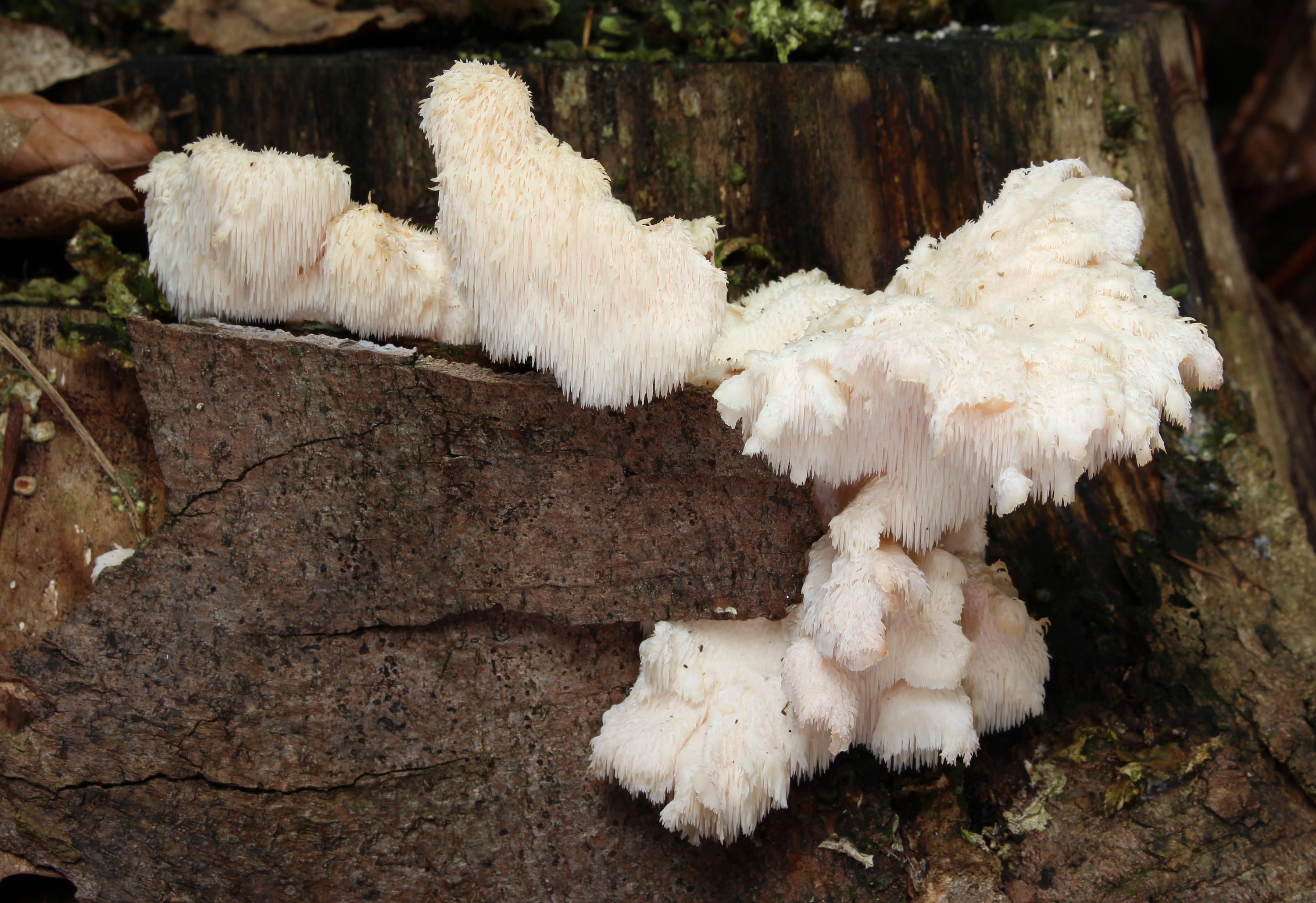
ježatec různozubý
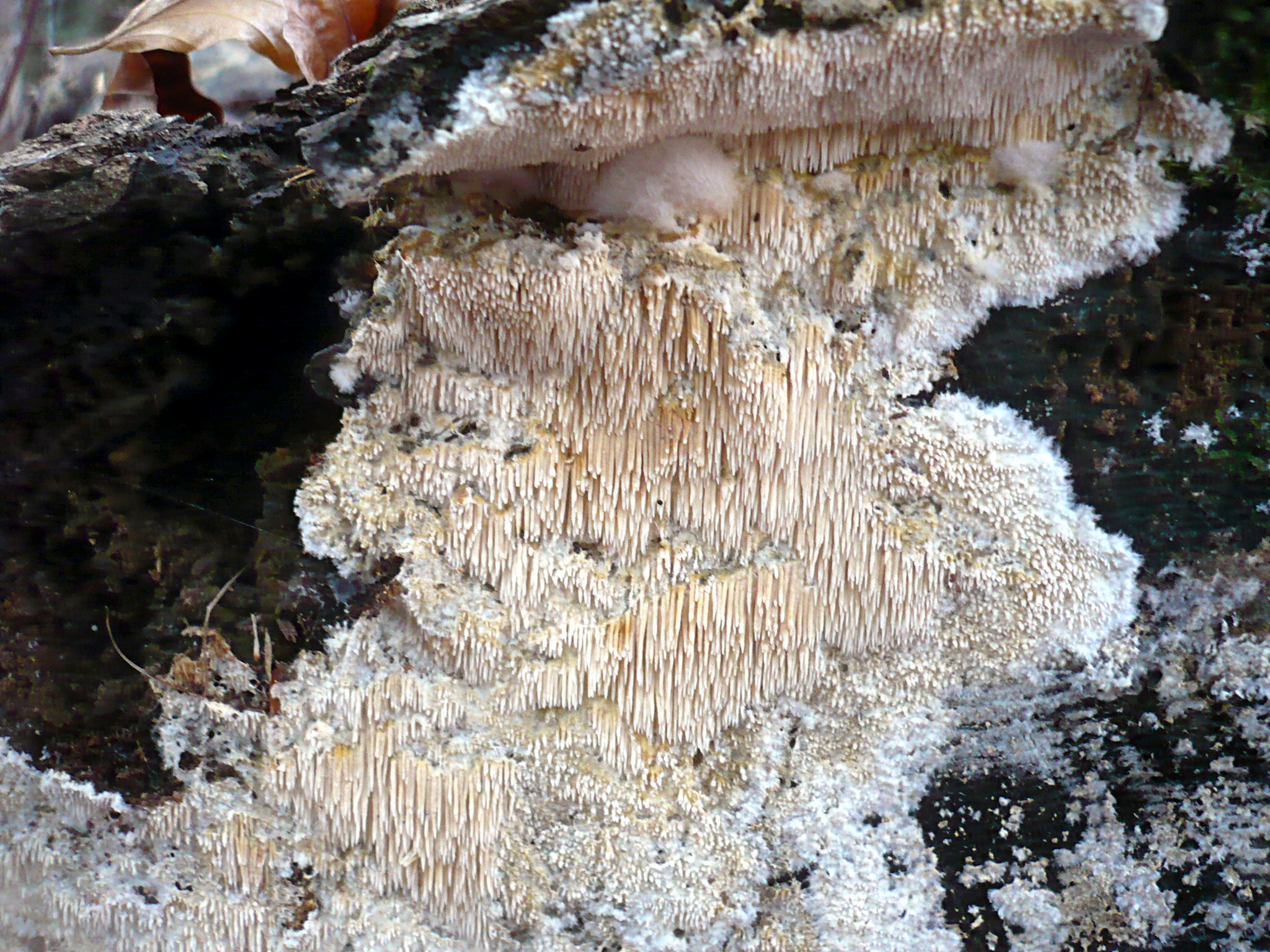
ostnatec křehký
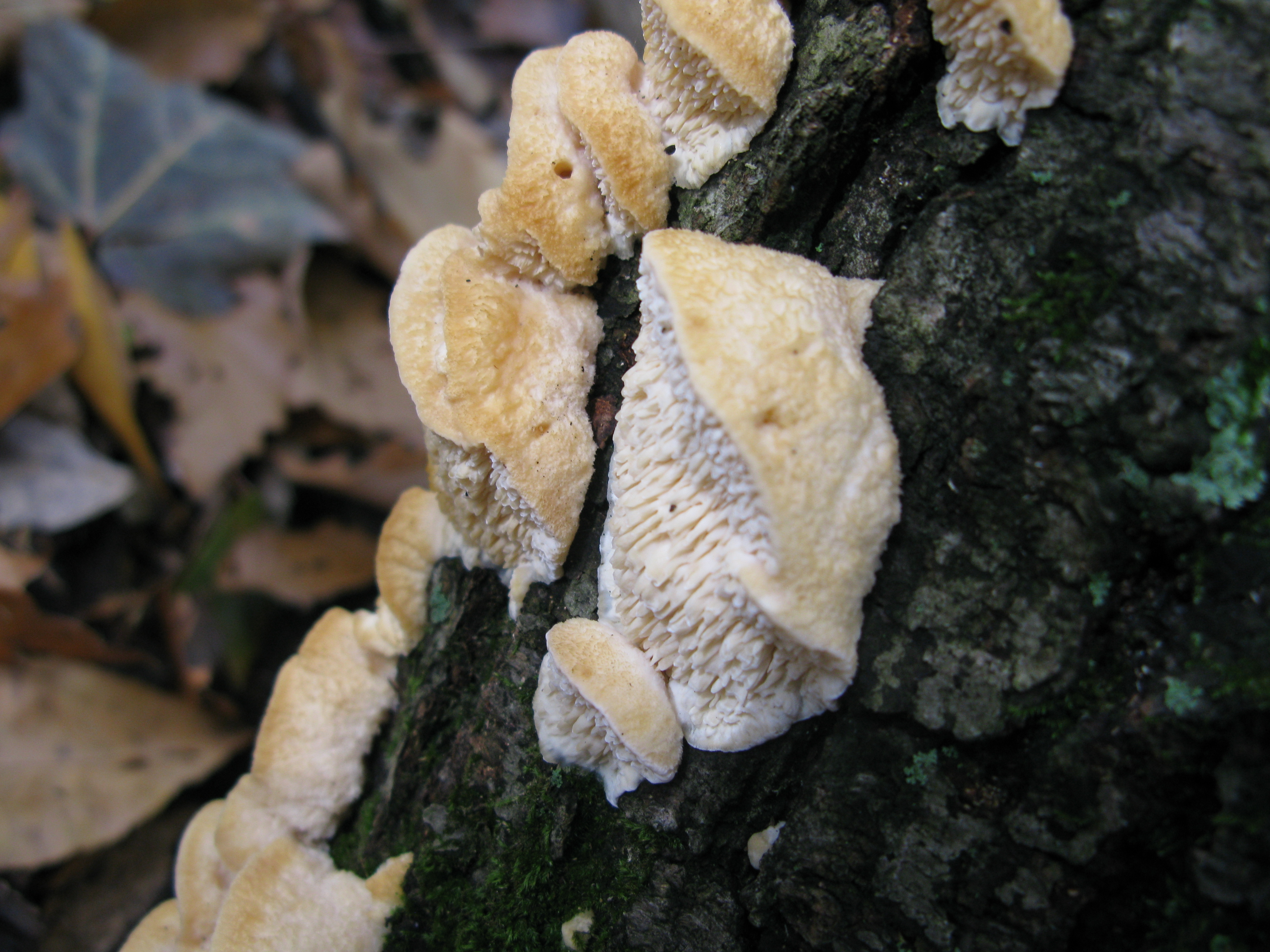
plstnatec tlustoostný